# توماس ئی. سندرز
توماس ئی. سندرز که اغلب با نام تام سندرز، و گاهی توماس سندرز شناخته می‌شود (انگلیسی: Thomas E. Sanders; Tom Sanders; Thomas Sanders؛ ۱۹۵۳ – ۶ ژوئیهٔ ۲۰۱۷) طراح تولید اهل ایالات متحده آمریکا بود. او دو بار نامزد دریافت جایزه اسکار در بخش بهترین طراحی هنری شده‌است.
فیلم‌شناسی او شامل هوک (۱۹۹۱)، دراکولای برام استوکر (۱۹۹۲)، شجاع‌دل (۱۹۹۵)، نجات سرباز رایان (۱۹۹۸)، آپوکالیپتو (۲۰۰۶)، و قله‌ای به رنگ خون (۲۰۱۵) است. سندرز در ۶ ژوئیه ۲۰۱۷ در سن ۶۳ سالگی بر اثر سرطان درگذشت.

## فیلم‌شناسی
- انتقام (۱۹۹۰)
- روزهای تندر (۱۹۹۰)
- هوک (۱۹۹۱)
- دراکولای برام استوکر (1992)[۲]
- ماوریک (۱۹۹۴)
- شجاع‌دل (۱۹۹۵)
- آدم‌کش‌ها (۱۹۹۵)
- روز پدر (۱۹۹۷)
- نجات سرباز رایان (۱۹۹۸)
- مأموریت: غیرممکن ۲ (۲۰۰۰)
- ما سرباز بودیم (۲۰۰۲)
- شایعه شده… (۲۰۰۵)
- آپوکالیپتو (۲۰۰۶)
- چشم عقاب (۲۰۰۸)
- لبه تاریکی (۲۰۱۰)
- ونوم در وگاس (۲۰۱۰، مستند تلویزیونی)
- اسب مسابقه (۲۰۱۰)
- شنل‌قرمزی (۲۰۱۱)
- پس از زمین (۲۰۱۳)
- قله‌ای به رنگ خون (۲۰۱۵)
- فراتر از پیشتازان فضا (۲۰۱۶)